# Saint-Waast
 Saint-Waast là một xã ở tỉnh Nord ở miền bắc nước Pháp. Xã này có diện tích 5,91 km², dân số năm 1999 là 610 người. Xã nằm ở khu vực có độ cao trung bình 120 mét trên mực nước biển. 